# Apomecyna nimbae
Apomecyna nimbae là một loài bọ cánh cứng trong họ Cerambycidae.